# Laetiporus
Genre
Laetiporus est un genre de champignons basidiomycètes appartenant à la famille des Fomitopsidaceae.

## Espèces
- Laetiporus ailaoshanensis (en)[1] B.K.Cui & J.Song (2014)
- Laetiporus baudonii (en) (Pat.) Ryvarden (1991)
- Laetiporus caribensis (en) Banik & D.L.Lindner (2012)
- Laetiporus cincinnatus (en) (Morgan) Burds., Banik & T.J.Volk (1998)
- Laetiporus conifericola (en) Burds. & Banik (2001)
- Laetiporus cremeiporus (en) Y.Ota & T.Hatt. (2010)
- Laetiporus discolor (Klotzsch) Corner (1984)
- Laetiporus flos-musae Overeem (1927)
- Laetiporus gilbertsonii (en) Burds. (2001)
- Laetiporus huroniensis (en) Burds. & Banik (2001)
- Laetiporus miniatus (P.Karst.) Overeem (1925)
- Laetiporus montanus (en) Černý ex Tomšovský & Jankovský (2009)
- Laetiporus persicinus (en) (Berk. & M.A.Curtis) Gilb. (1981)
- Laetiporus portentosus (en) (Berk.) Rajchenb. (1995)
- Laetiporus squalidus R.M.Pires, Motato-Vásq. & Gugliotta (2016)[2]
- Laetiporus sulphureus (Bull.) Murrill (1920) - Polypore soufré
- Laetiporus versisporus (Lloyd) Imazeki (1943)
- Laetiporus zonatus (en)[1] B.K.Cui & J.Song (2014)